# رجینا (خواننده)
رجینا (به انگلیسی: Regina)با نام اصلی ایرینا یالشوویچ (به انگلیسی: Irena Jalšovec) (زاده ۴ ژوئیه ۱۹۶۵) خواننده اهل اسلوونی است.
او نماینده اسلوونی در مسابقه آواز یوروویژن ۱۹۹۶ بود.